# Georg Otto Ferdinand Lohde
Georg Otto Ferdinand Lohde (* 16. August 1770 in Berlin; † 1851) war der erste Bürgermeister der Stadt Hildesheim nach der Vereinigung von Altstadt und Neustadt im Jahre 1803.

## Leben
Lohde besuchte das Collège de la Colonie Française in seiner Geburtsstadt Berlin und studierte ab 1789 Rechtswissenschaften an der Viadrina in Frankfurt (Oder). Er war ein Kommilitone und Freund des Schriftstellers Heinrich Zschokke.
Später diente Lohde als Quartiermeister und Major im Preußischen Garde-Husaren-Regiment. Er wurde zum preußischen Kriegs- und Steuerrat ernannt.
Am 2. Mai 1803 wurde Lohde unter preußischer Herrschaft als Stadtdirektor eingesetzt und blieb 40 Jahre (bis 1843) im Amt, obwohl die Stadt zwischenzeitlich an das Königreich Westphalen und dann an das Königreich Hannover gefallen war. Gleichzeitig amtierte er ab 1803 auch als Direktor des Verwaltungskollegs der Institute für die Armen. Er gründete das Städtische Krankenhaus und die Städtische Armenanstalt.
Lohde war verheiratet und Vater von vier Kindern, darunter ein Stiefsohn.

## Auszeichnungen

### Zu Lebzeiten
- Ritter des Guelphen-Ordens[3]

### Posthum
- 1959 wurde im inzwischen eingemeindeten Drispenstedt die Lohdestraße nach ihm benannt.